# 法国宪法委员会

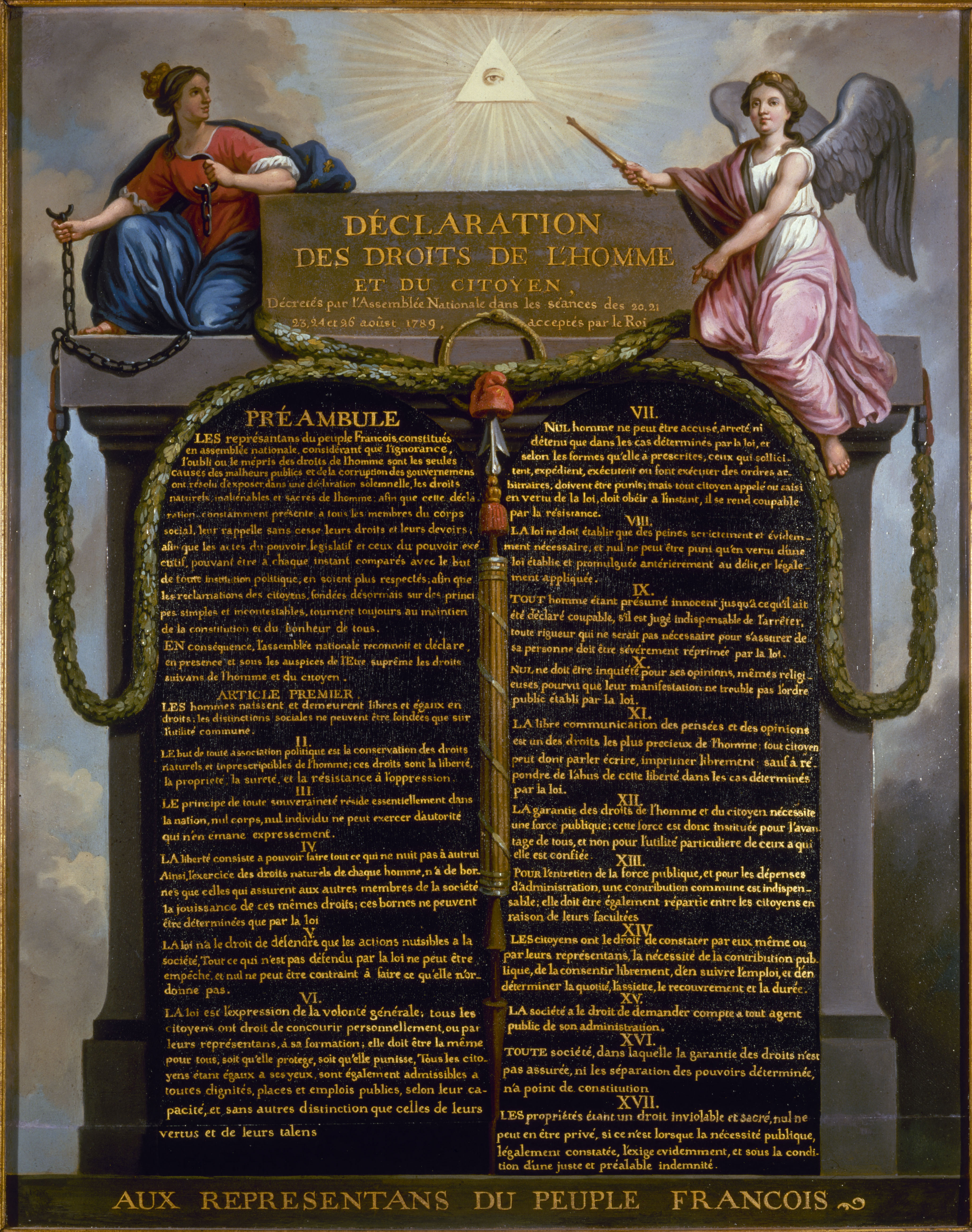
1789年《人权和公民权宣言》

憲法委員會（法語：Conseil constitutionnel）又譯作憲法法院，是法国的違憲審查機關，於1958年10月4日設立，主要職責為維護憲法價值秩序。
憲法委員會得就法國國會通過的法案被總統簽署成為正式法律前，就其合憲性作出憲法裁决。在1971年，委员会裁决，合宪包含符合宪法前言提到的两文件：《人权和公民权宣言》和《法兰西第四共和国宪法》前言，两者列出宪法保障的权利（如言论自由）。

## 憲法委員會的職能
法国政府由行政機關（共和国总统、总理、部长和他们的服务者及附属组织）、立法機關（国会的两院）和司法機關组成。司法機關不像美国最高法院下的美国联邦法院，不组成单独层次体系（行政法院在国务委员会下，民事和刑事法院在翻案法院下），而且它的一些实体有咨询功能。因为历史原因，对有类似“最高法院”这样能够撤销立法的有力的法院的任何例子长久以来有着敌意。宪法委员会是否是一个法院是一个学术讨论的议题，但一些学者认为它是法国的最高法院。
《法国宪法》区分两种显著不同的法律：通常由国会表决（除法令外）的成文法和由总理和他的政府作为政令和其它规章（arrêtés）制订的政府规章。宪法第34条详尽地列出被留给成文法的范围：这些包括比如刑法。
在被宪法规定留给成文法的范围的任何由行政机构发布的规章是违背宪法的，除非它被法规授权作为委任立法。对案件有利益的任何公民能获得由国务委员会以行政机构超越它的权力为由作出的对这些规章的废止。另外，国务委员会能以规章违背现有的成文法、宪法性权利或“法律的一般原则”为由废除规章。
然而直至2009年，对普通公民而言没有获得对违背宪法的法令的撤销，即使这种可能被实施（见2008年7月23日法国宪法性法律）。仍有针对违背宪法的新法律的规定的保障措施：新法案能就在被共和国总统签署成为法律前被一份申请提交给宪法委员会。它的大多数普遍情况是60名持异议的国民议会议员，或60名持异议的参议院议员请求这样的检查。
如果总理认为现有的成文法的一些条款反而属于规章的领域，他也能请求委员会把这些条款重新分类为规章。

## 权力和任务
委员会有两个主要权力范围：
- 第一个任務是选举管理，包括总统选举和国会的监管，并确保公民投票的合法性（第58、59和60条）。他们发布官方结果，他们确保适当的管理和公正，他们保证竞选活动开支限制被遵循。委员会在这些事务中是最高权力机构。如果选举被不当管理，或如果候选人使用非法方法，或如果他为竞选活动花费超过法定限制，委员会能宣布选举作废。
- 委员会权力的第二个范围是宪法、程序、立法和条约的基本含义的解释。委员会能宣称法律的意向违背《法国宪法》或它从宪法或《人权和公民权宣言》推断出的宪法价值的原则。它也可以宣称法律违背法国签署的条约，如《欧洲人权公约》。他们对一部法律违背宪法或条约意向的宣称使它作废。委员会也可以就法令中某些条款的解释采用保留意见。委员会的决定对所有机构有约束力。

在一些案件中，由委员会做的法律检查是强制性的。基本影响政府和条约的组织法在它们被考虑批准前需要由委员会评定（第61条第1款和第54条）。有关规制国会程序的规则的修正案也需要委员会考虑。关于改革是否应该归入成文法（由国会表决）或议题是否被认为规章（règlement）而由总理的政令所采用的指导可以被从委员会征求。立法意向，如规章的重新定义起初构成委员会的案件负担的重要部分（后来变得轻了）。
在其它法令的案件中，寻找委员会的疏漏不是强制性的。然而，共和国总统、参议院议长、国民议会议长、总理或60名国民议会议员或60名参议员能在法令被总统签署成为法律前把它交由委员会检查。大体上，国会的反对党在委员会前带来它认为侵犯民权的法律。
委员会的另一项任务，在许多呈交方面不太重要的，是应总理的请求，把成文法重新分类成规章的范围。这发生在总理和他的政府希望更改被制订为成文法，但根据宪法反而应该属于规章的法律的时候。总理在发布改变规章的政令前必须获得来自委员会的重新分类许可。然而，如今这只是委员会的作用的一小部分：在超过140个决定中，只有5个有关的重新分类。

## 历史发展
当自从19世纪宪法委员会带来的对行政分支产生影响的司法检查扮演逐渐变大的角色时，构建相继的法国机构的政治家们一直不愿意让立法接受司法检查。争执是非选举产生的法官不应该能够直接驳回民主选举产生的立法机关的决定。这也可以反映最高法院——在古代政体君主制下的司法法院——的政治行为留下的差印象：这些法院时常选择阻碍立法以促进小范围等级的特权。无论何种原因，理念是立法是一个政治工具，立法责任应该由立法机关产生。
起初，委员会打算有专门责任：确保国家选举公平，仲裁成文法（来自立法机关）和规章（来自行政机关）之间的分歧，等等。法兰西第五共和国宪法的起草者大概起初不想让委员会扮演保护基本权利的角色：很多人认为国会应该能自己看看它没有侵犯这样的权利。然而，委员会的作用在1970年代有了相当程度的扩展。
从1958年至1970年，在夏尔·戴高乐的总统任期下，宪法委员会有时被描述为“一门瞄准国会的大炮”，保护行政分支免受由国会表决的成文法的侵占。除转交给宪法委员会之外的所有来自总理，针对国会的法案，而委员会同意在所有案件中部分撤销。唯一留下的转交来自参议院议长，加斯顿·莫奈维尔，针对夏尔·戴高乐支持的关于共和国总统的直接选举的1962年公民投票；而委员会裁决自己“没有能力”撤销法国人民的意愿的直接表达。
然而，在1971年，委员会裁决一部改变私立非盈利协会的合并规则的法律的一些条款违背宪法，因为它侵犯结社自由，在1789年《人权和公民权宣言》中被给予的原则之一；他们使用法国宪法前言简要地提到那些原则这一事实，以使他们的决定合法化。一部法规第一次被宣布违背宪法，不是因为它侵犯了专门的法定原则，而是因为它被认为它侵犯了个人自由。
在1974年，请求合宪性检查的可能被扩展至60名国民议会议员或60名参议员。不久，政治反对派抓住那个机会以请求所有有争议的法案的检查。
委员会在“附加条款”（cavaliers）——被采用为议案但与议案的原先议题没有关系的修正案或条款——下日益皱眉；比如，预算案中的“预算附加条款”，或社会保障预算案中的“社会附加条款”。（见法国立法附加条款）
2005年1月，時任委员会主席皮埃尔·马基奥德宣布委员会将对被引进法律中的非规定性语言采取更严格的审视，有时以“立法中子”为人所知。代替了规定和禁令，作为由让·埃提安－马利·波塔利所提倡的，这种语言构成关于世界状况的陈述，或希望关于它应该是什么的。从前，这种语言被认为缺乏裁判效果，因而是无害的；但马基奥德声称采用缺乏裁判意义的模糊语言只会使法律变得不必要。他指责作为政治联络的一个工具的法律的使用，表示以有效的立法代替模糊的愿望。马基奥德也说，因为法律应该是可接近的和可理解的这一宪法的目的，法律应该是精确的和明晰的，而且缺乏细节或模糊的原则。把评论或愿望放进法律中而没有清晰的法律意义的做法是法国法理学家的长期关注点。
截至2004年，两部法律中的一部，包括预算案，应反对党的请求被送至委员会。2005年1月，時任委员会主席皮埃尔·马基奥德，公开指责由政治关切激发并且在没有许多法律论证以在合宪理由上支持它们情况下的合宪性检查请求的数量的膨胀。
2008年7月23日法国宪法性法律修改了宪法第61条。现在它允许法院向宪法委员会提交法律的非合宪性问题。翻案法院（在民事和刑事法院之上的最高法院）和国务委员会（在行政法院之上的最高法院）筛选来自在它们之下的法院的请求。组织法（lois organiques）和组织这些体制怎样运作的其它决定还没被采用，所以这些提交还没起作用。

## 争议
在1995年，罗兰·杜马被弗朗索瓦·密特朗总统任命为委员会主席。罗兰·杜马两次招致重大争议。第一次，他出现在关于埃尔夫·阿基坦石油公司的丑闻中，关于他的情妇和他在服装上的昂贵嗜好的消息出现在新闻中。那时，委员会在DC98－408号决定 （页面存档备份，存于）里把一些高度争议性的意见向外放在与国际刑事法院有关的决定里，宣称在任的共和国总统只能被高级司法法院——一个由国会组织，起初审理叛国罪案件的特别法院——做刑事审讯。这实质上确保雅克·希拉克总统不会面对刑事指控直到他离职。这个争议性决定自从共和国总统的责任规定被2008年7月23日法国宪法性法律重新规定以来到现在未决。在1999年，因为埃尔夫·阿基坦丑闻，罗兰·杜马辞去委员会主席职务，伊维·盖纳担任临时主席职务。
在2005年，委员会招致一些有限的争议，当时瓦勒里·季斯卡·德斯坦和西蒙·维尔参加有关被提议并被提交给法国选民进行公民投票的欧洲宪法活动。西蒙·维尔在获得委员会休假后那样做了，这被一些人，包括国民议会议长让－路易·戴布莱批评为可疑的程序——以延续他们的推理，如果被任命的委员会成员离职进行竞选活动，禁止他们进行党派政治的用途是什么？她通过指出先例和关于戴布莱的有名的评论“他的事情怎么样？他没有榜样来教我。”为自己辩护。

## 成员組成
除选择参加委员会的共和国前总统（如果他们也可以不參加）以外，委员会由九名成员组成，他们的任期皆为9年，不得连任。每三年由共和国总统、国民议会議長和参议院議長各自任命一名成員，委员会主席由共和国总统自行挑选。歷史上共有三名前總統進入憲法委員會運作，分別是樊尚·奥里奥尔、瓦勒里·季斯卡·德斯坦及雅克·希拉克。
根據2008年修订的宪法第13、56条，对委员会的任命将受到一个国会承认进程的支配。但截至2009年8月，因为相关程序在法律中还没被规定，这些条款还無法實際適用。
成员的法定人数被强制实行，除非异常情况被特别提到。表决靠大多数现任成员通过；在两方表决相等的情况中主席有决定性表决。对于关于共和国总统无行为能力的决定，委员会大多数成员被需要。
委员会成员应该戒除党派倾向。他们应该戒除制定可能导致他们被怀疑有党派倾向的声明。前总统参加委员会的可能性是一个争议不大的议题；一些人视它为与党派倾向缺失不相容。
现任主席為洛朗·法比尤斯，由社會黨總統法蘭索瓦·歐蘭德任命。他自2016年3月8日就任，過去曾擔任過法國總理、法國外交部部長、國民議會議長等職。

## 機關位置

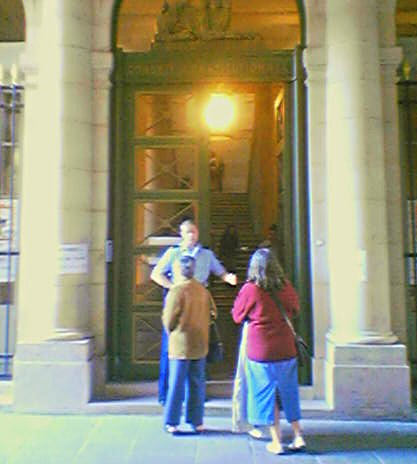
一位法兰西共和国卫士在宪法委员会前门正在给游客指引

憲法委员会的辦公處位在法國巴黎的皇家宫殿，靠近最高行政法院。

## 延伸閲讀

### 书籍
- 弗雷德里克·摩奈拉著，共和理念与宪法委员会司法解释，司法参考书店，2004年，ISBN 2-275-02524-3
- 亨利·罗西龙著，宪法委员会，第6版，达罗兹，2008年，ISBN 978-2-247-07852-3
- 皮埃尔·阿弗利尔、让·基奎尔著，宪法委员会，第5版，蒙克里斯蒂安，2005年，ISBN 2-7076-1376-2
- 路易·法佛里奥、卢瓦克·菲利普著，宪法委员会，第7版，法兰西大学出版社，2005年，ISBN 2-13-053079-6
- 迈克尔·佛皮奥、马利冯·伯纳德著，宪法委员会，法国档案管理局，2007年，ISBN 978-2-247-07852-3
- 阿莱克·斯通著，法国司法政治的诞生：比较观点中的宪法委员会，牛津大学出版社，ISBN 0-19-507034-8

### 文章
- 迈克尔·H·戴维斯著，法国宪法委员会和美国最高法院的法律/政治区别，美国比较法学杂志，第34卷，第1期（1986年冬），第45－92页 （页面存档备份，存于）
- F·L·莫顿著，法国司法检查，比较分析，美国比较法学杂志，第36卷，第1期（1988年冬），第89－110页 （页面存档备份，存于）
- 詹姆斯·贝尔德斯利著，法国司法检查，最高法院评论，1975年卷，第189－259页 （页面存档备份，存于）